# المكلة (السبرة)

تعديل مصدري - تعديل

المكلة محلة تابعة لقرية الرخمة، التابعة لعزلة عينان بمديرية السبرة إحدى مديريات محافظة إب في الجمهورية اليمنية.، بلغ تعداد سكانها 147 حسب تعداد اليمن لعام 2004.